# Agelasta isthmicola
Agelasta isthmicola là một loài bọ cánh cứng trong họ Cerambycidae.